# کتاب باروخ

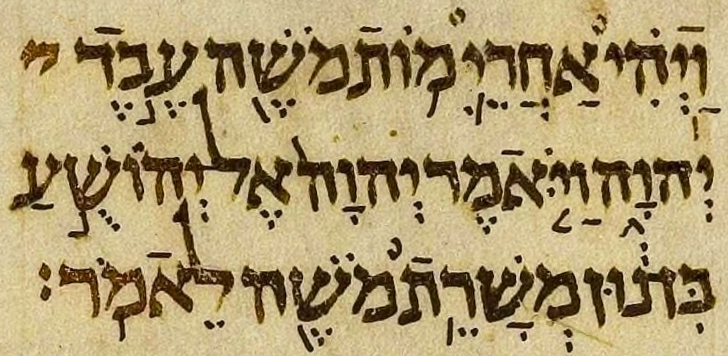
کتاب باروخ

کتاب باروخ که کتاب اول باروخ نیز نامیده می‌شود یکی از کتب کتاب مقدس است که در نسخه رسمی عبری آن وجود ندارد؛ ولیکن این کتاب در ترجمه یونانی عهد عتیق و در نسخه اتیوپی کتاب مقدس موجود است. این کتاب معمولاً به همراه کتب دیگر پیامبران نظیر اشعیا، ارمیا، حزقیال و دانیال دسته بندی می‌شود. نام کتاب از باروخ بن نریا میاید که نویسنده در خدمت ارمیا بود. بعضی تاریخ دانان اعتقاد دارند که این کتاب کمی بعد از زمان شورش مکابی نوشته شده است.

## متن کتاب
- ۱:۱ تا ۱:۱۴ "اینها نوشتارهایی هستند که باروخ در بابل نوشت... وقتی آنها آن را شنیدند گریستند، روزه گرفتند و در برابر خداوند دعا کردند" "آیا آنچه این مردم نسبت به من انجام میدهند را دیده ای؟ گناه دو قبیله باقی‌مانده (یهودا و بنیامین) بزرگتر از گناه آن ده قبیله (ده قبیله گمشده) است که به اسارت برده شدند. زیرا ده قبیله به زور پادشاهان خود گناه کردند ولیکن این دو قبیله پادشاهان خود را مجبور به گناه میکنند."
- ۱:۱۵ تا ۲:۱۰ اعتراف به گناهان "خداوند در برابر شیطان از ما محافظت کرد و بدی را به ما فرستاد:خدا در همه کارها عادل است... ولیکن ما به سخن او گوش ندادیم."
- ۲:۱۱ تا ۳:۸ دعا برای بخشایش
- ۳:۹ تا ۴:۱۴ ارزشمند دانستن حکمت
- ۴:۵ تا ۵:۹ پیام به آنان که در بندند "شما به جنتیلها فروخته شدید، نه برای اینکه نابود شوید بلکه به خاطر اینکه خداوند را خشمگین کردید."